# Wollige distel
De wollige distel (Cirsium eriophorum) is een tweejarige plant die behoort tot de composietenfamilie (Compositae of Asteraceae). De soort staat op de Nederlandse Rode lijst van planten als zeer zeldzaam en stabiel of toegenomen. De plant komt van nature voor van Engeland tot aan de noordelijke Balkan en in de Apennijnen en de Pyreneeën. In Nederland komt de plant voor op Zuid-Beveland en in de omgeving van Nijmegen.

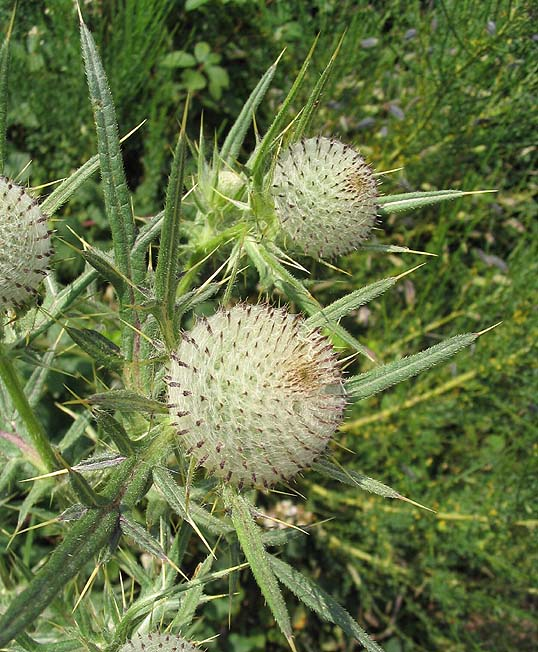
Wollige distel in het wild

De plant wordt 50-120 cm hoog. De bladeren hebben een omgerolde rand en zijn aan de onderkant witviltig behaard. Aan de donkergroene bladeren zitten harde, gele stekels.
De wollige distel bloeit in juli en augustus met alleenstaande hoofdjes. De paarsrode, soms witte buisbloempjes staan in 4-7 cm brede bloemhoofdjes. Het omwindsel is afgeplat kogelvormig en bedekt met spinnenwebachtige, wollige haren.
De vrucht is een nootje met vruchtpluis.
De plant komt voor op dijkhellingen op vrij vochtige, kalkhoudende, stikstofrijke grond.

## In andere talen
- Duits: Wollkopf-Kratzdistel
- Engels: Woolly Thistle
- Frans: Cirse laineux